# Nicolae Iorga

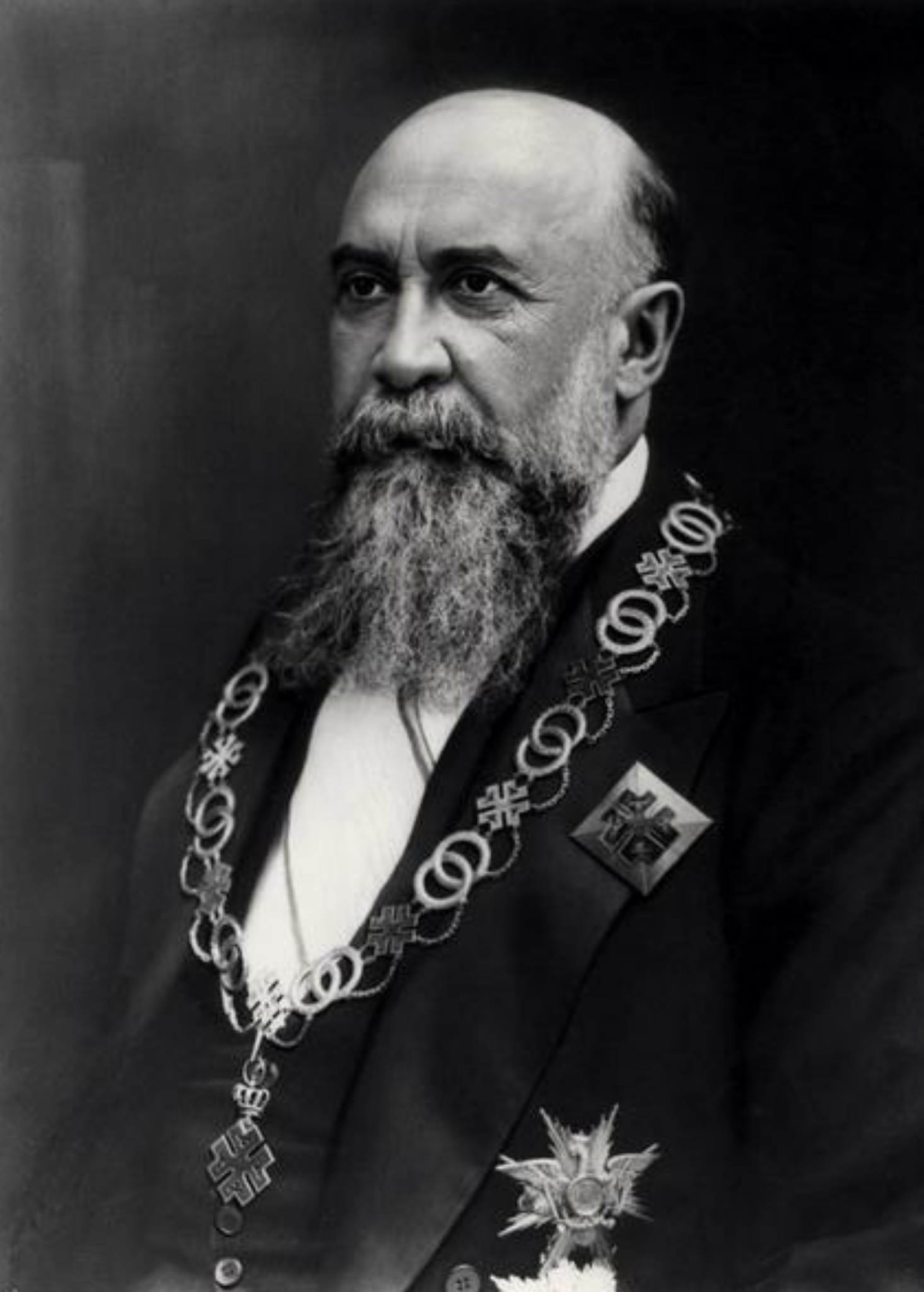
Nicolae Iorga udekorowany łańcuchem Orderu Ferdynanda I i wielką wstęgą Orderu Karola I.

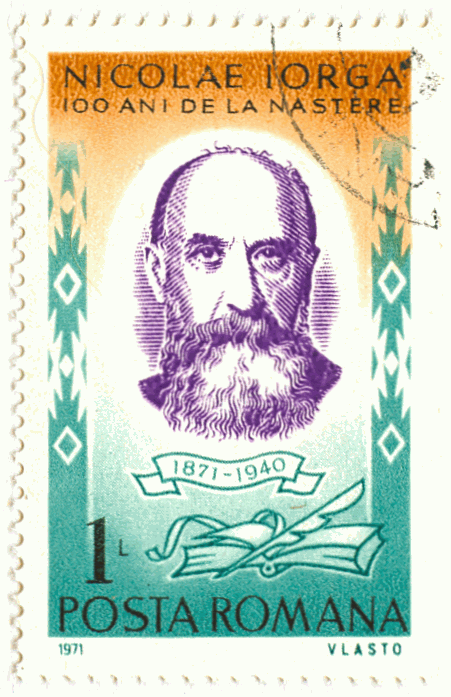
Nicolae Iorga

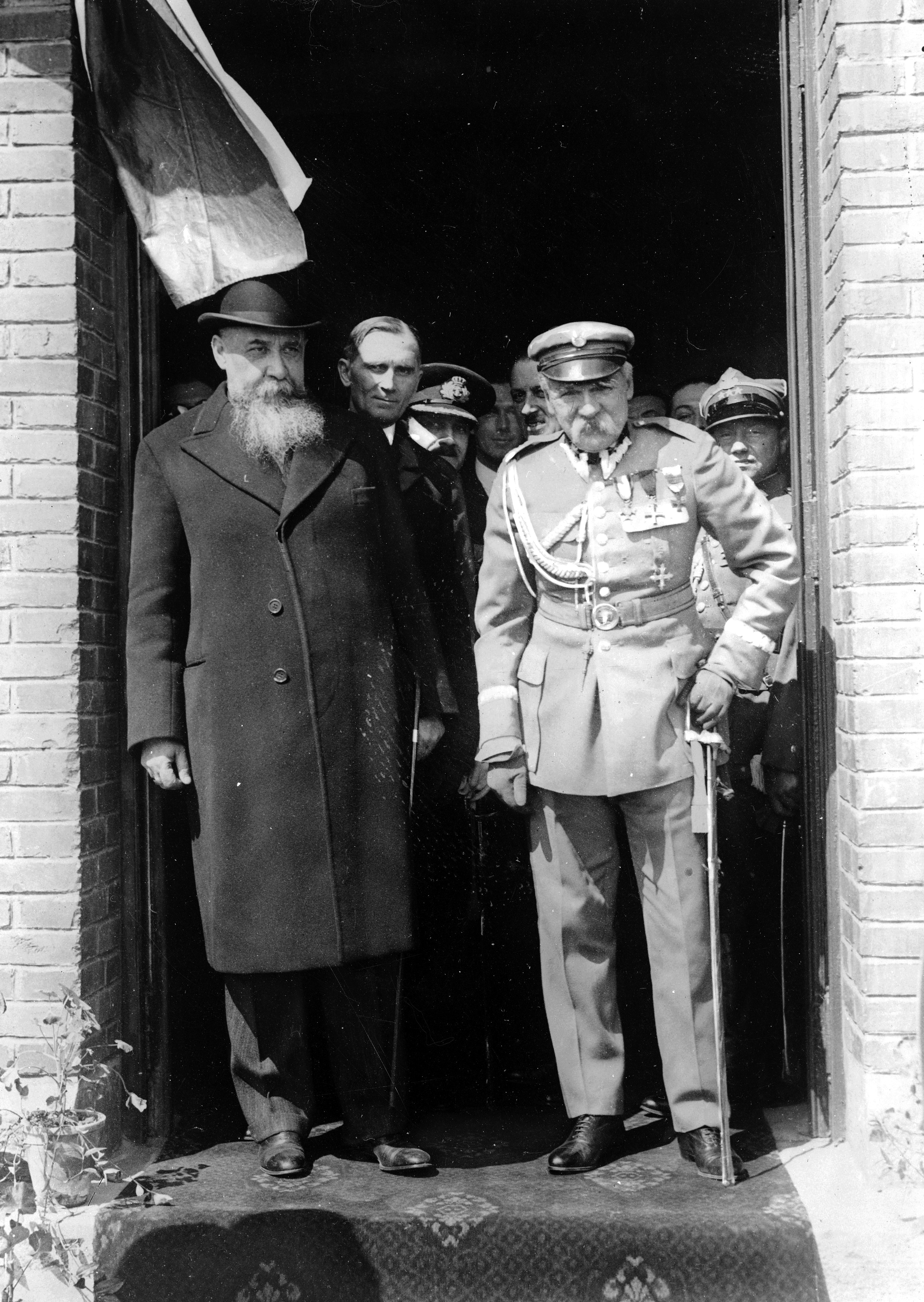
Nicolae Iorga i Józef Piłsudski na dworcu w Bukareszcie, 1932 rok

Nicolae Iorga (ur. 17 stycznia 1871 w Botoszanach, zm. 27 listopada 1940 w Strejnicu) – rumuński historyk, krytyk literacki, pamiętnikarz, dramaturg, poeta i polityk.

## Życiorys
Ukończył studia historyczne na uniwersytecie w Jassach. Kontynuował naukę w Paryżu i w Lipsku, gdzie obronił pracę doktorską. W 1894 objął stanowisko profesora historii powszechnej na Uniwersytecie w Bukareszcie.
W 1890 związał się z partią socjaldemokratyczną, ale odszedł z niej po 10 latach i skierował się w stronę nacjonalizmu. W 1910 roku był współzałożycielem Partii Narodowo-Demokratycznej. Sprawował urząd premiera Rumunii od 19 kwietnia 1931 roku do 6 czerwca 1932 roku. Od 1933 roku sprzeciwiał się współpracy Rumunii z A. Hitlerem. Sprzeciwił się także przyjęciu latem 1940 roku ultimatum ZSRR dotyczącego cesji Besarabii i północnej Bukowiny na rzecz Związku Radzieckiego. Został zamordowany przez członków faszyzującej organizacji Żelazna Gwardia, którzy uznali go winnym śmierci ich wodza, Corneliu Codreanu, w 1938 roku.

## Upamiętnienie
Został zrehabilitowany dopiero w latach 60 XX w. przez Nicolae Ceaușescu, który łączył z Iorgą poglądy nacjonalistyczne i antyradzieckie. W okresie republiki ludowej prace historyka były publikowane z wyjątkiem tych, w których bezpośrednio krytykował komunizm. Jego portret został umieszczony na rumuńskim banknocie o nominale 1 leja (nowa edycja po denominacji z 2005 r.).

## Wybrane publikacje
- Les arts mineurs en Roumanie, Bucarest: Édit de l’Imprimerie de l’Etat 1934.
- Brève histoire des Croisades et de leurs fondations en Terre sainte, Paris: Librairie univ. J. Gamber 1924.
- Byzance après Byzance. Continuation de l’Histoire de la vie byzantine, Bucarest: Association Internationale d’Etudes du sud-Est Européen 1971.
- Choses d’Orient et de Roumanie: conférences donnnées aux Universités de Varsovie, de Wilno, de Poznan, de Cracovie et de Lwów, Bucarest: P. Suru – Paris: Gamber 1924
- Comment la Roumanie s’est detachée de la Triplice: d’aprés les documents austro-hongrois et des souvenirs persunnels, Bucarest 1933.
- Corespondență, t. 1-3, București: Minerva 1984-1991.
- Geschichte des osmanischen Reiches, t. 1-5, Gotha: Fr. A. Perthes 1908-1913.
- Geschichte des Rumänischen Volkes im Rahmen seiner Staatsbildungen, t. 1: Bis zur Mitte des 16. Jahrhundert, Gotha: F. A. Perthes 1905.
- Histoire des états balcaniques jusqu’a 1924, Paris: J. Gamber 1925.
- Histoire des Roumains de Bucovine a partier de l’annexion Autrichienne [1776-1914], Bucarest: Imprimeria Nationaa 1931.
- Histoire des Roumains et de la romanité orientale, t. 1-10, Bucarest: Impr. Natională 1940-1945.
- Notes et extraits pour servir à l’histoires de croisades au XVe siècle. Sér. 2, Paris: E. Leroux 1899.